# Zlatica Puškárová
Zlatica Puškárová (* 26. června 1977) je slovenská novinářka, v současnosti známá hlavně z TV Markíza jako moderátorka politické relace Na telo. Vystudovala politologii a žurnalistiku v Bratislavě. Pracovat jako redaktorka začínala nejdřív v deníku SME a v agentuře SITA. Potom odešla do TV Markíza, kde je doteď. Se svým partnerem Patrikem Švajdou (moderátor) má jedno dítě.

## Ocenění
- 2008 – Cena OTO – Osobnost tv. publicistiky
- 2006 – Cena OTO – Osobnost tv. publicistiky
- 2006 – Cena Křišťálové křídlo za publicistiku a literaturu
- 2005 – OTO 2005